# Holts Summit (Misuri)
Holts Summit es una ciudad ubicada en el condado de Callaway en el estado estadounidense de Misuri. En el Censo de 2010 tenía una población de 3247 habitantes y una densidad poblacional de 360,04 personas por km².

## Geografía
Holts Summit se encuentra ubicada en las coordenadas 38°38′50″N 92°6′50″O / 38.64722, -92.11389. Según la Oficina del Censo de los Estados Unidos, Holts Summit tiene una superficie total de 9.02 km², de la cual 8.9 km² corresponden a tierra firme y (1.29%) 0.12 km² es agua.

## Demografía
Según el censo de 2010, había 3247 personas residiendo en Holts Summit. La densidad de población era de 360,04 hab./km². De los 3247 habitantes, Holts Summit estaba compuesto por el 92.12% blancos, el 3.94% eran afroamericanos, el 0.31% eran amerindios, el 0.46% eran asiáticos, el 0.06% eran isleños del Pacífico, el 1.02% eran de otras razas y el 2.09% pertenecían a dos o más razas. Del total de la población el 2.25% eran hispanos o latinos de cualquier raza.